# Lavavattnet
Lavavattnet är en sjö i Strömsunds kommun i Jämtland och ingår i Ångermanälvens huvudavrinningsområde. Sjön avvattnas av vattendraget Öster-Svevan. Sjöns area är 0,1914 kvadratkilometer och den är belägen 413,6 meter över havet.

## Delavrinningsområde
Lavavattnet ingår i det delavrinningsområde (714385-145430) som SMHI kallar för Utloppet av Storvattnet. Medelhöjden är 507 meter över havet och ytan är 7,23 kvadratkilometer. Räknas de 7 avrinningsområdena uppströms in blir den ackumulerade arean 41,08 kvadratkilometer. Öster-Svevan som avvattnar avrinningsområdet har biflödesordning 4, vilket innebär att vattnet flödar genom totalt 4 vattendrag innan det når havet efter 284 kilometer. Avrinningsområdet består mestadels av skog (96 procent). Avrinningsområdet har 0,29 kvadratkilometer vattenytor vilket ger det en sjöprocent på 4 procent.